# Hviezdoslavov
Hviezdoslavov (allemand : Gnadendorf bei Sommerein), est un village de Slovaquie situé dans la région de Trnava.

## Histoire
Première mention écrite du village en 1936.

## Démographie

### Évolution de la population
| Année:               | 1994. | 2004.    | 2014.     | 2024.     |
| -------------------- | ----- | -------- | --------- | --------- |
| Nombre de personnes: | 270   | 359      | 974       | 3772      |
| Différence:          |       | +32,96 % | +171,30 % | +287,26 % |

| Année:               | 2023. | 2024.   |
| -------------------- | ----- | ------- |
| Nombre de personnes: | 3446  | 3772    |
| Différence:          |       | +9,46 % |